# پایگاه آب‌نشین کوفمان کوو
پایگاه آب‌نشین کوفمان کوو (به انگلیسی: Coffman Cove Seaplane Base) یک فرودگاه همگانی بهره‌برداری هوایی با کد یاتا KCC است که یک باند فرود آب دارد و طول باند آن ۱۵۲۴ متر است. این فرودگاه در شهر کافمن کوو، آلاسکا کشور ایالات متحده آمریکا قرار دارد و در ارتفاع ۰ متری از سطح دریا واقع شده‌است.

## شرکت‌های هواپیمایی و مقصدهای پروازی
| شرکت‌های هواپیمایی | مقصدهای پروازی            |
| ----------------- | ------------------------- |
| Taquan Air        | پایگاه آب‌نشین کچیکن هاربر |

### Statistics
| Carrier | Passengers (arriving and departing) |
| ------- | ----------------------------------- |
| Venture | ۱۲۵(100.0%)                         |

| Rank | City           | Airport                   | Passengers |
| ---- | -------------- | ------------------------- | ---------- |
| 1    | کچیکان، آلاسکا | پایگاه آب‌نشین کچیکن هاربر | 49         |